# Mochna písečná
Mochna písečná (Potentilla incana, syn. P. arenaria) je nízká, žlutě kvetoucí bylina s plazivými odnožemi, díky kterým vytváří velké polštáře pokrývající souvislé plochy. Vyrůstá hlavně na světlých a sušších písčitých místech, jako jsou pastviny, lesostepi, písečné nebo skalnaté svahy, okraje cest i borových lesů. Je to druh ze širokého rodu mochna.

## Výskyt
Tento druh se vyskytuje hlavně ve střední a východní Evropě. Západní hranice výskytu prochází přes Německo, severní jihem Skandinávie a Pobaltím, jižní severem Balkánu a východní Uralem.
V České republice roste hlavně v termofytiku a podstatně méně v mezofytiku. V mnoha oblastech je hojná, v jiných však zcela chybí. Nejčastěji se nachází v teplejších areálech severních a středních Čech a na střední a jižní Moravě. Vůči jiným rostlinám je konkurenčně málo zdatná, k růstu si vybírá hlavně místa s nesouvislou vegetací, kde jsou jiným rostlinstvem neporostlé plochy. Preferuje vápencový podklad.
Tento druh je "Černým a červeným seznamem cévnatých rostlin České republiky z roku 2000" zařazen do kategorie vzácnějších taxonů vyžadujících další pozornost (C4a).
Podle "Florabase.cz" se mochna písečná v ČR vyskytuje hlavně na jižní a střední Moravě, v okolí Prahy, v Polabí a severozápadních Čechách.

## Popis
Vytrvalá rostlina která obvykle dosahuje do výšky nejvýše 10 cm. Ze silného, několikahlavého oddenku se vyvíjejí listové růžice, z kterých vyrůstají přímé nebo vystoupavé, velmi jemné květné lodyhy a tenké, plazivé, řídce olistěné výběžky zakončené dceřinou růžicí listů. Celá rostlina včetně lodyh, listů i výběžků je velmi chlupatá, podstatným rozlišovacím znakem mochny písečné jsou 10 a víceramenné chlupy vespod dlanitě dělených listů. Listy v růžici mají krátké řapíky, špičaté palisty a jsou nejčastěji 5četné. Lodyžní listy jsou krátce řapíkaté, jejich palisty jsou vejčitého tvaru a jsou 3četné. Všechny listy jsou na líci špinavě zelené nebo šedé, na rubu šedobílé až bělavé, někdy šedozelené a mají klínovitě obvejčitý tvar, na okraji mají 2 až 6 párů krátkých, tupých zubů.
Pravidelné, pětičetné, oboupohlavné květy vyrůstající na stopkách nejsou větší než 5 až 15 mm, vytvářejí volné květenství s 1 až 5 květy. Plstnaté kališní plátky mají vejčitý tvar, pod kalichem roste ještě drobnější kalíšek. Vykrojené korunní plátky, delší než kalich, jsou sytě žluté barvy. V chlupatém květním lůžku vyrůstá obvykle okolo 20 tyčinek. Kvete od konce března do začátku května. Plody jsou lysé, světlé, vrásčité nažky které opadávají postupně.

## Význam
Oddenek mochny písečné obsahuje třísloviny, které působí na lidský organizmus svíravě a protizánětlivě. Mírní bolesti, zastavuje krvácení a průjmy. Je součásti čajového přípravku Tormentan.